# Manganat

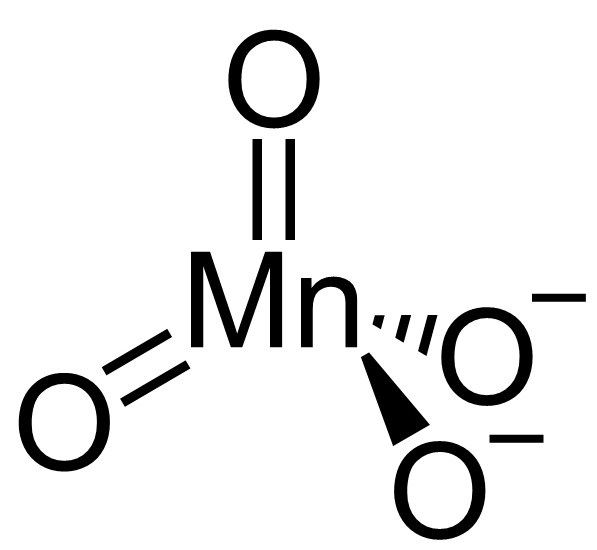
Estructura del manganat

Manganat en nomenclatura de química inorgànica és qualsevol entitat molecular carregada negativament amb un àtom de manganès en el seu àtom central. Tanmateix normalment aquest nom es fa servir per a referir-se a l'anió de tetraoxidomanganat(2−), també conegut com a manganat (VI) perquè conté manganès en l'estat d'oxidació +6. Els manganats són els únics compostos de manganès (VI) coneguts.

## Preparació
Al laboratori el manganat de sodi i el manganat de potassis es preparen amb permanganat en solució concentrada.
Industrialment el manganat de potassi és un producte intermedi de l'obtenció de permanganat de potassi, dissolent diòxid de manganès en hidròxid de potassi amb nitrat de potassi o l'aire com agent oxidant.

## Usos
Els manganats, especialment el manganat de bari que és insoluble, BaMnO₄, s'ha fet servir com a agent oxidant en síntesi orgànica: oxiden principalment els alcohols a aldehids i després a àcid caboxílic, i alcohols secundaris a cetones. El manganat de bari també s'ha fet servir per oxidar hidrazones a compost diazo.
No es pot formar àcid mangànic però la seva constant de dissociació àcida s'ha pogut estudiar:

## Manganat (V)
L'anió manganat (V), conegut trivialment com a hipomanganat i sistemàticament com a tetraoxidomanganat(3−), és de color blau brillant
Els Hipomanganats es poden preparar per reducció de manganats amb sulfit de peròxid d'hidrogen,